# GW & WD Hewitt

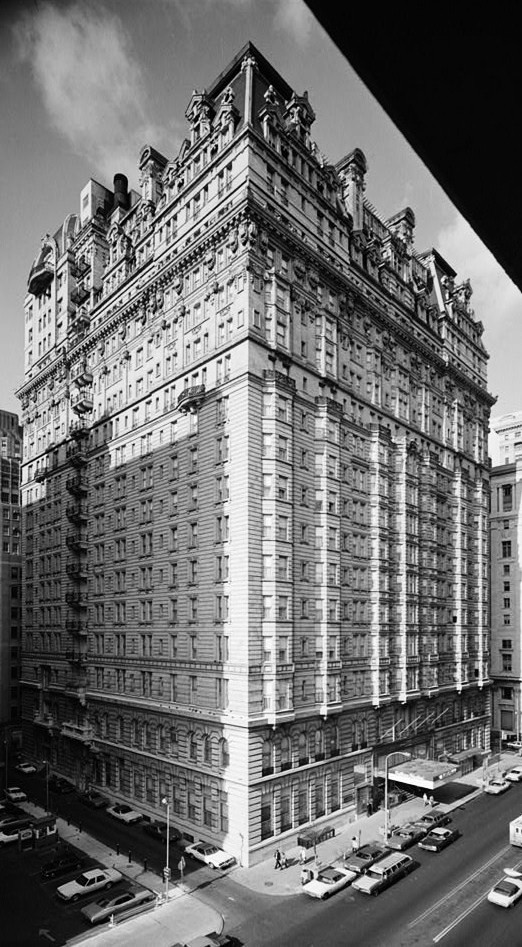
Le Bellevue-Stratford Hotel au 220 South Broad Street à Philadelphie (1902-04), photographié en 1976.

GW & WD Hewitt était un cabinet d'architectes de premier plan dans l'est des États-Unis au début du XXe siècle. Il est fondé en 1878 à Philadelphie par les frères George Wattson Hewitt (1841–1916) et William Dempster Hewitt (1847–1924), tous deux membres de l'American Institute of Architects.
Les frères Hewitt se spécialisent dans les églises, les hôtels et les résidences de prestige en particulier les manoirs crénelés de style Château, tels que Maybrook (1881), Druim Moir (1885-1886) et Boldt Castle (1900-1904). Ce dernier, construit pour George C. Boldt (en), propriétaire du Bellevue-Stratford Hotel (en) de Philadelphie au 220 South Broad Street dans le centre-ville de Philadelphie (1902-1904), est le bâtiment le plus connu de GW & WD Hewitt.

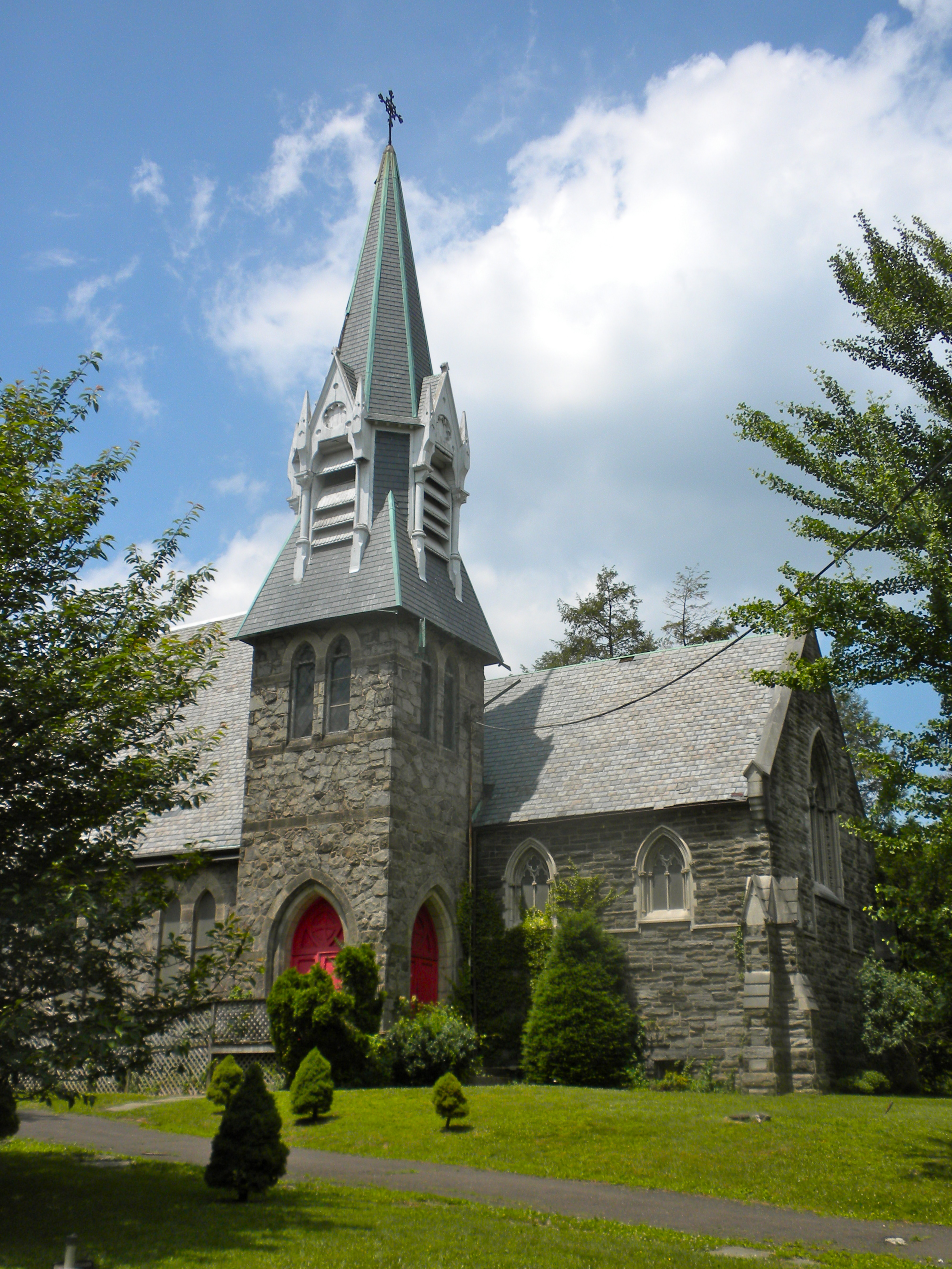
St. Peter's Episcopal Church of Germantown dans le quartier Germantown de Philadelphie, 1873.

Les Hewitt travaillent pour John Notman (en) et deviennent experts en architecture ecclésiastique anglaise. De 1867 à 1871, ils s'associent à John Fraser (en) et Frank Furness. Ils fondent Furness & Hewitt, dont le bâtiment le plus remarquable est la Pennsylvania Academy of the Fine Arts (1871-1876). Furness & Hewitt restent en activité jusqu'en 1875, puis George crée sa propre entreprise, accueillant son frère William comme associé en 1878.
Au début des années 1880, Henry H. Houston (en), directeur de la Pennsylvania Railroad, développe 12 km2 de terrains dans la partie ouest de Chestnut Hill à Philadelphie. Les frères Hewitt travaillent sur la banlieue destinée aux résidents aisés et en conçoivent les principaux bâtiments, notamment un hôtel de villégiature, le Wissahickon Inn (1883-1884) (aujourd'hui Springside Chestnut Hill Academy) ; le premier club-house du Philadelphia Cricket Club (1883-1884, incendié en 1909) ; le propre manoir de Houston, Druim Moir (1886) ; et l'église épiscopale St. Martin-in-the-Fields (1888). Au total, ils sont les concepteurs de 100 maisons de Chestnut Hill.

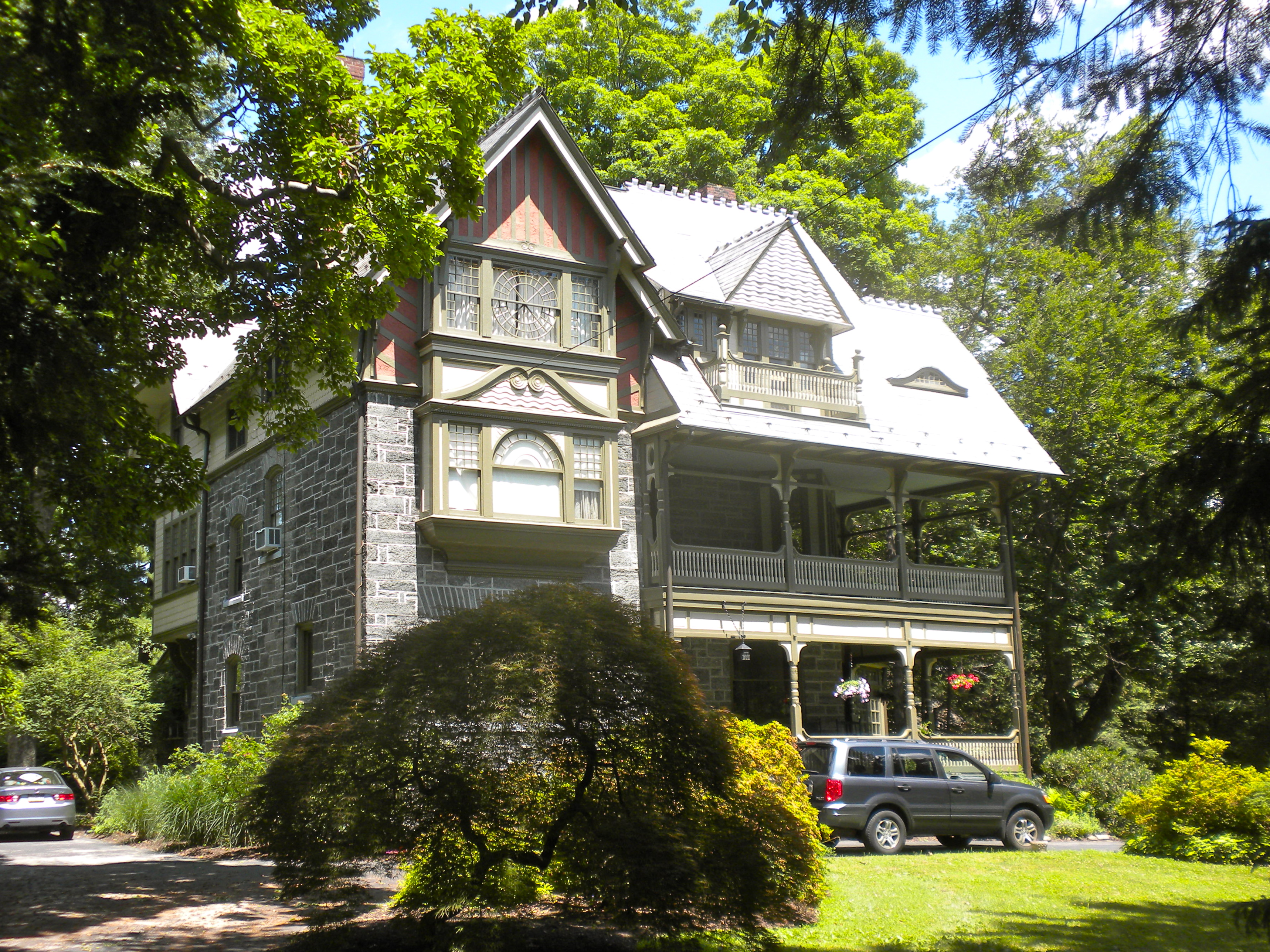
Houston-Sauveur House, Chestnut Hill, Philadelphie, PA (1885). Avant sa vente à Sauveur en 1887, cette maison a probablement servi de modèle pour le développement suburbain prévu par Henry H. Houston.

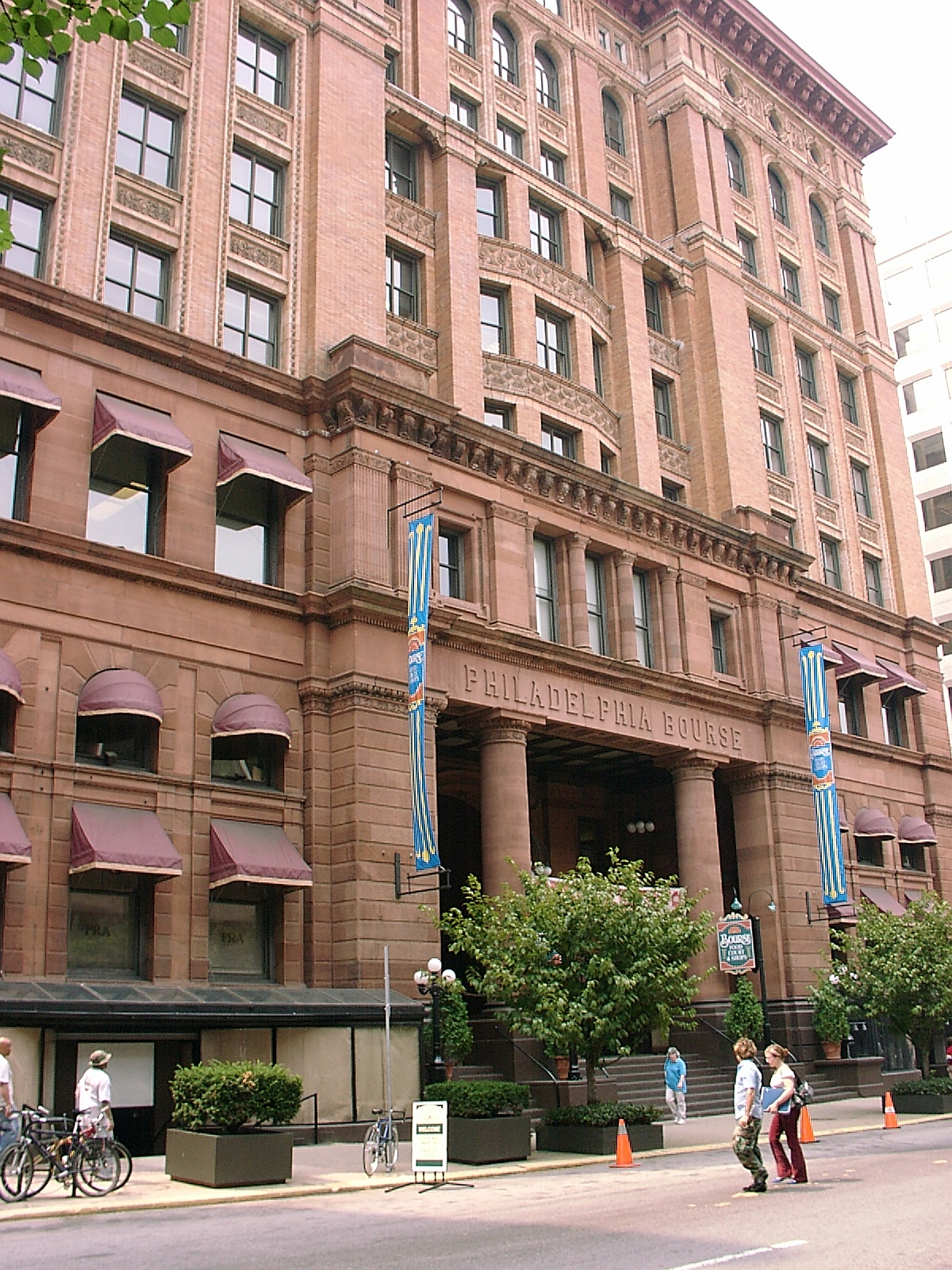
Philadelphia Bourse (1893-1895) ; le bâtiment abritait une bourse de matières premières jusqu'aux années 1960 et est désormais utilisé pour le commerce de détail et les bureaux.

Horace Trumbauer (en) fait son apprentissage chez Phineas Paist (en) entre dans le cabinet et en devient l'un des associés. Après la retraite de George en 1907, l'entreprise continue sous le nom de Hewitt, Stevens & Paist.

## Bâtiments (liste non exhaustive)

### Églises
- St. Peter's Episcopal Church of Germantown, 6000 Wayne Avenue, Philadelphie (1873)
- Providence Presbyterian Church à Bustleton, 2087 Old York Rd., Burlington, New Jersey (1878)
- Church of Saint John the Evangelist, 1720 Old Black Horse Pk. , Runnemede, New Jersey (1880–1881)[1]
- Church of St. Martin-in-the-Fields, 8000 St. Martin's Ln. , Chestnut Hill, Philadelphie (1888)
- St. Andrew's Church, 50 York St., Lambertville, New Jersey (1891)

### Résidences
- Maybrook (Henry C. Gibson mansion), Wynnewood, Pennsylvania (1881)[2],[3],[4]
- Drexel Development Historic District, West Philadelphie (1883). Maisons en rangée, investissement spéculatif bâti pour le compte de Anthony J. Drexel, 39e Rue, Baltimore, et 40e Rue[5]
- Edwin T. Coxe mansion, 280 W. Walnut Ln., Germantown, Philadelphie (1885)[6]
- Houston-Sauveur house (Louis C. Sauveur house), 8205 Seminole Ave., Chestnut Hill, Philadelphie (1885)[7]
- "Druim Moir" (Henry H. Houston mansion), Willow Grove Ave. & Cherokee St., Chestnut Hill, Philadelphie, (1885–86)[8],[9]
- "Brinkwood" (Samuel F. Houston mansion), Chestnut Hill, Philadelphie (1885–86)[10]
- William Thompson Harris mansion, Highland & Bryn Mawr Aves., Cynwyd, Pennsylvania (1886)[11]
- Spruce Hill, maisons en rangée, investissement spéculatif, 4206-18 Spruce St., Philadelphie (1886)[12]
- William C. Sharpless house, 5446 Wayne Ave., Germantown, Philadelphie (1886)[13]
- Henry Lister Townsend house, 6015 Wayne Ave., Germantown, Philadelphie (1887)[14]
- "Briar Crest" (William Henry Maule mansion), Villanova, Pennsylvania (pre-1897)[15]
- Boldt Castle, Heart Island, Alexandria Bay, New York (1900–04)
- Salle de musique ajoutée à la  Horace Brock house, 1920 Spruce St., Philadelphie (1902–03), (aujourd'hui Helen Corning Warden Theater, Academy of Vocal Arts)[16]
- Cornwall & Lebanon Railroad Station (C & L Depot), Lebanon, Pennsylvania (1885)[17]
- Hahnemann Hospital, 15e Rue & Race Street, Philadelphie, PA (pre-1888, démoli)[18]
- Kensington Branch, Philadelphie YWCA, Philadelphie (1891)[19]
- Olympic Hotel, Blackwell Point, Tacoma, Washington (1891–93), (aujourd'hui Stadium High School)[20]
- Receiving Ward, Episcopal Hospital, Front St. & Lehigh Ave., Philadelphie (1892–94, démoli)[21]
- Wistar Institute, 3601 Spruce St., Philadelphie (1892–94)
- Philadelphie Bourse, 13 S. 5th St. (facing Independence Mall), Philadelphie (1893–95)[22]
- Gibson Building, 1307-11 Market St., Philadelphie (1897, démoli)[23]
- "The Castle" (Tau chapter of Psi Upsilon fraternity), University of Pennsylvania, 250 S. 36th St., Philadelphie (1897–99)[24]
- Hahnemann Medical College, Broad & Race Sts., Philadelphie  (pre-1899, démoli)[25]
- Pitcairn Building, 1027-31 Arch St., Philadelphie  (1901)[26]
- Bellevue-Stratford Hotel, Broad & Walnut Sts., Philadelphie (1902–04)[27]

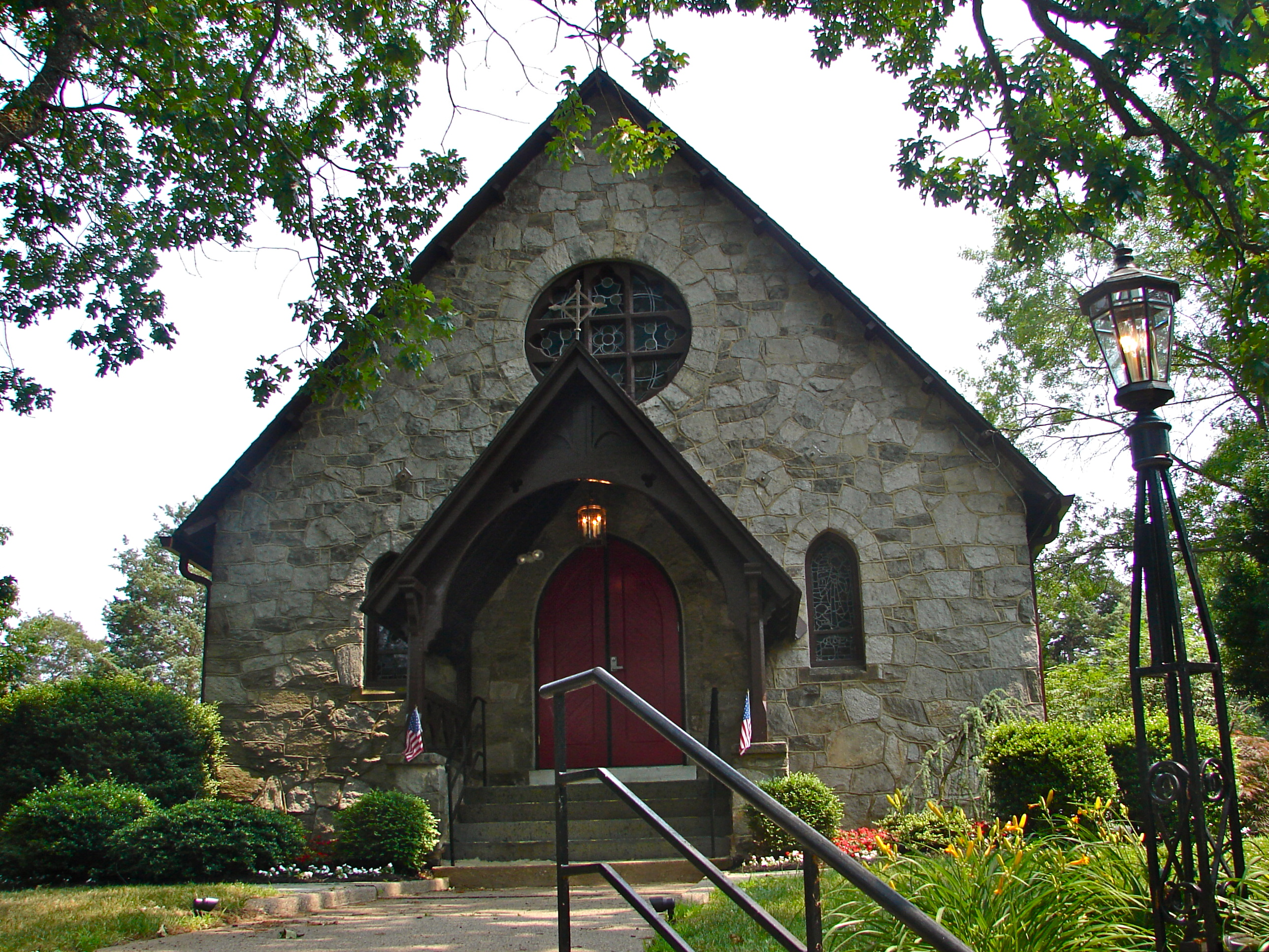
Église Saint-Jean l'Évangéliste, Runnemede, New Jersey (1881).
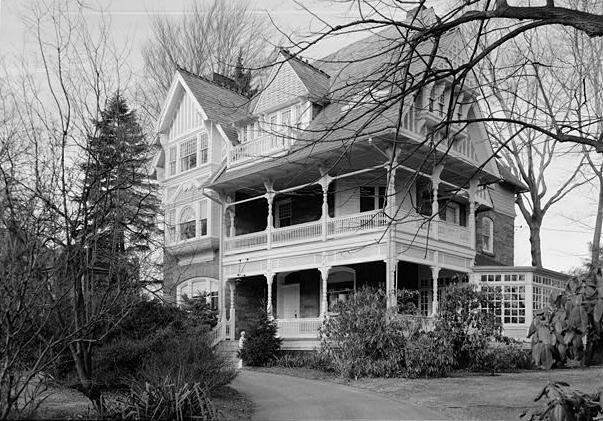
Maison Houston-Sauveur (1885), Chestnut Hill, Philadelphie, Pennsylvanie. Les Hewitt ont conçu plus de 100 maisons à Chestnut Hill.
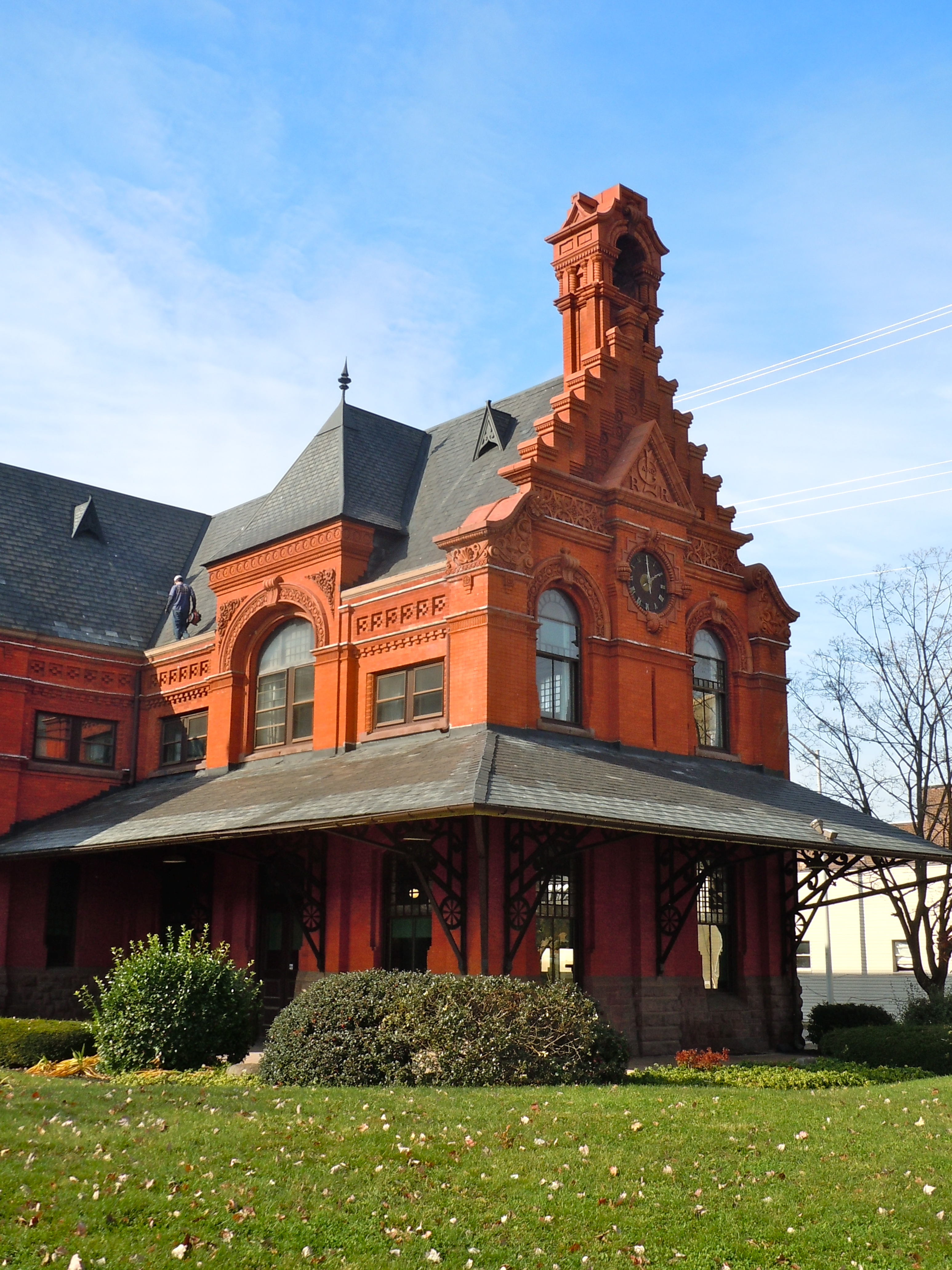
Gare ferroviaire de Cornwall &amp; Lebanon, Lebanon, Pennsylvanie (1885).
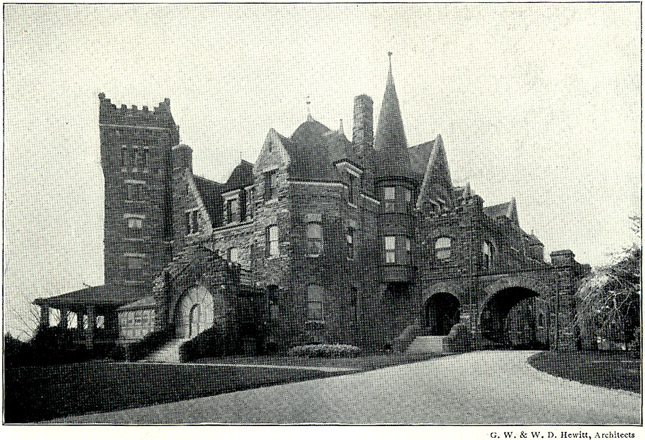
« Druim Moir » (Henry H. Houston Mansion), Chestnut Hill, Philadelphie, (1885–86).
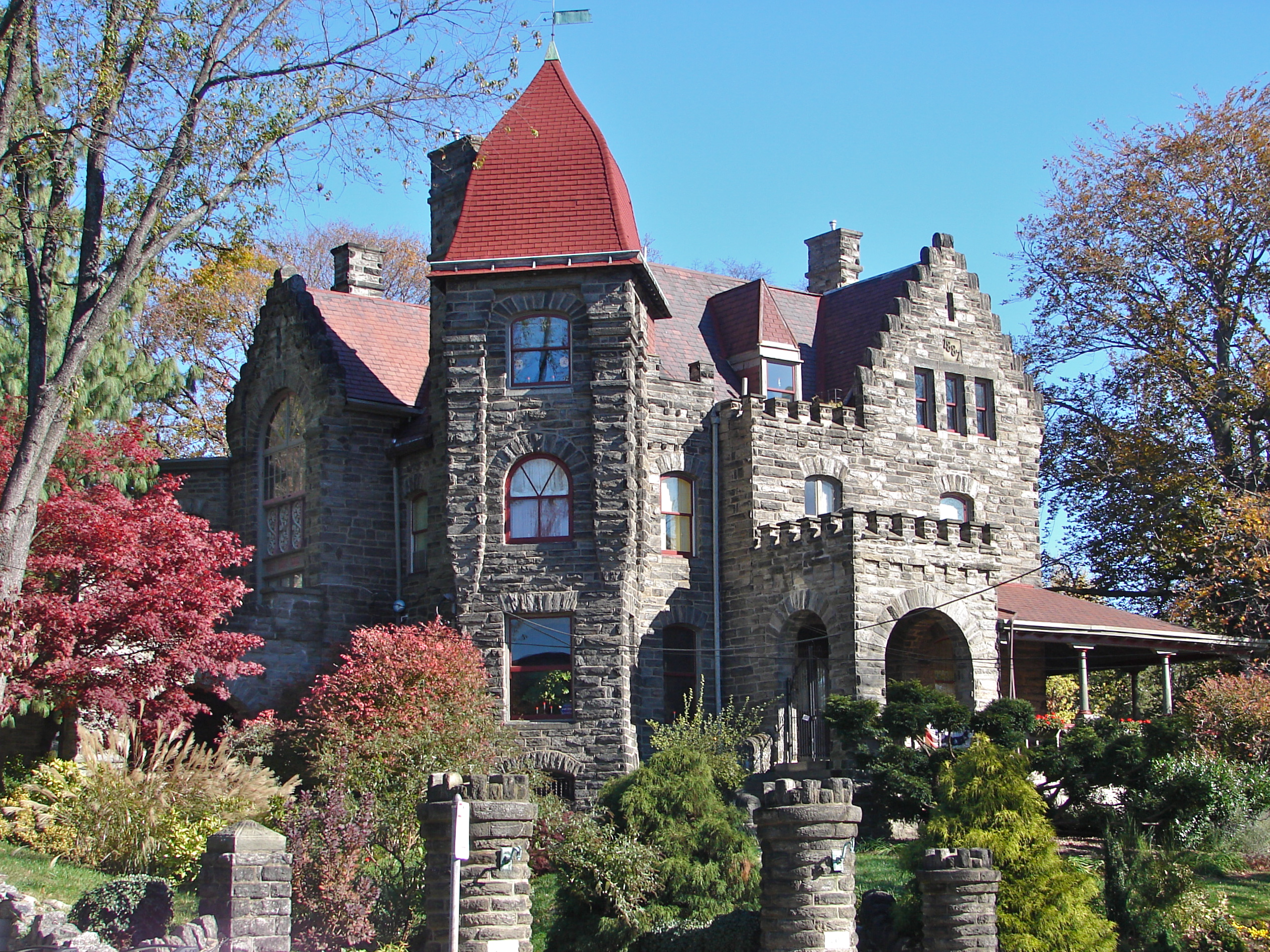
Maison de Henry Lister Townsend, Germantown, Philadelphie, Pennsylvanie (1887).
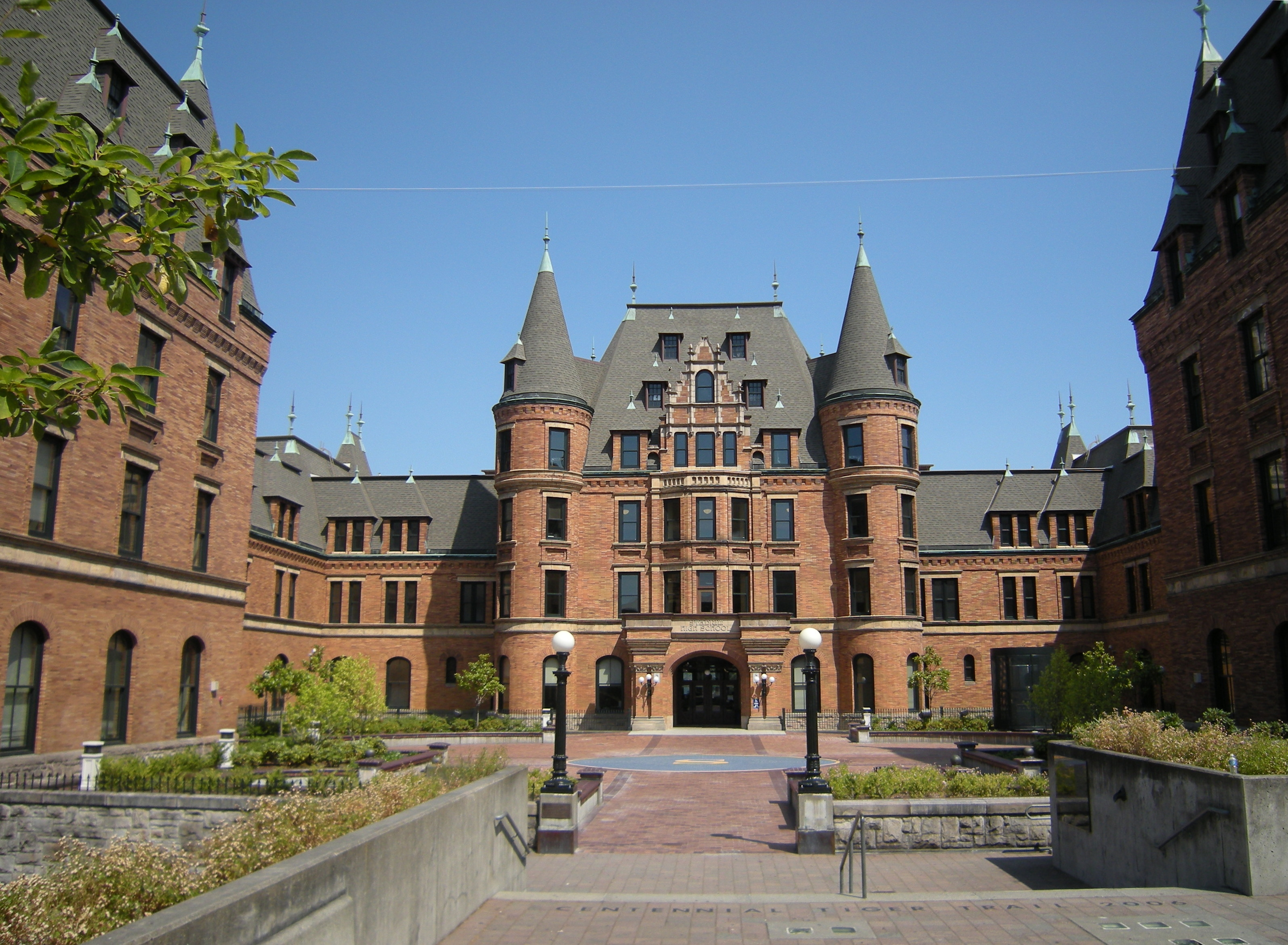
Hôtel Olympic, Blackwell Point, Tacoma, Washington (1891–1893). Aujourd'hui Stadium High School .
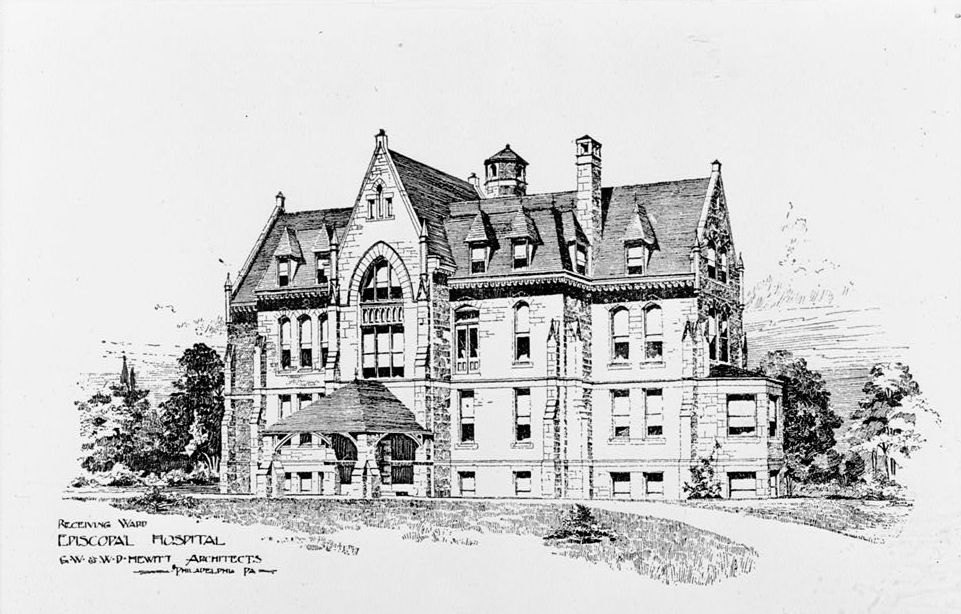
Salle d'accueil, hôpital épiscopal, Philadelphie, Pennsylvanie (1892-1894, démoli).
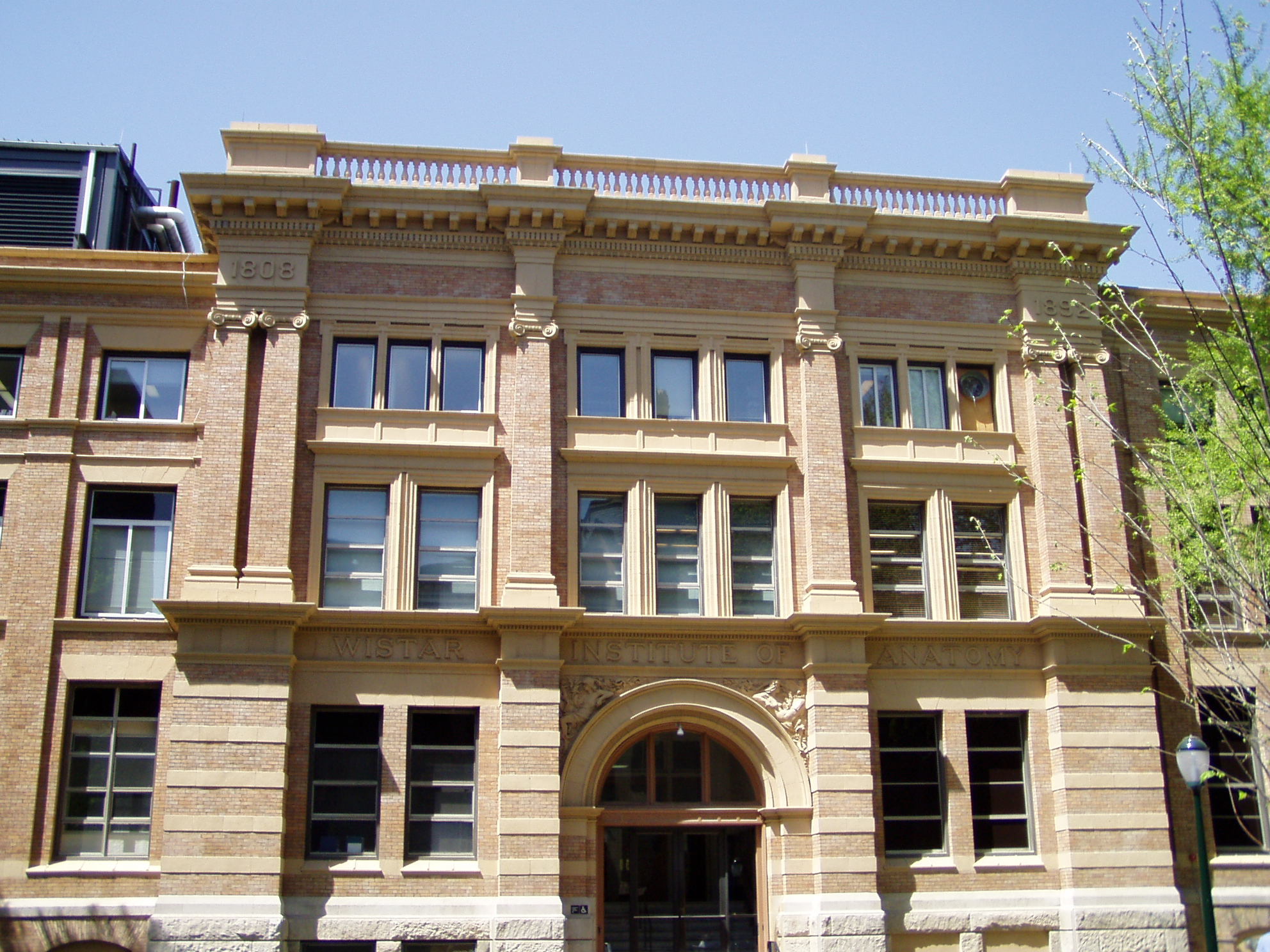
Institut Wistar, Philadelphie, Pennsylvanie (1892–1894).
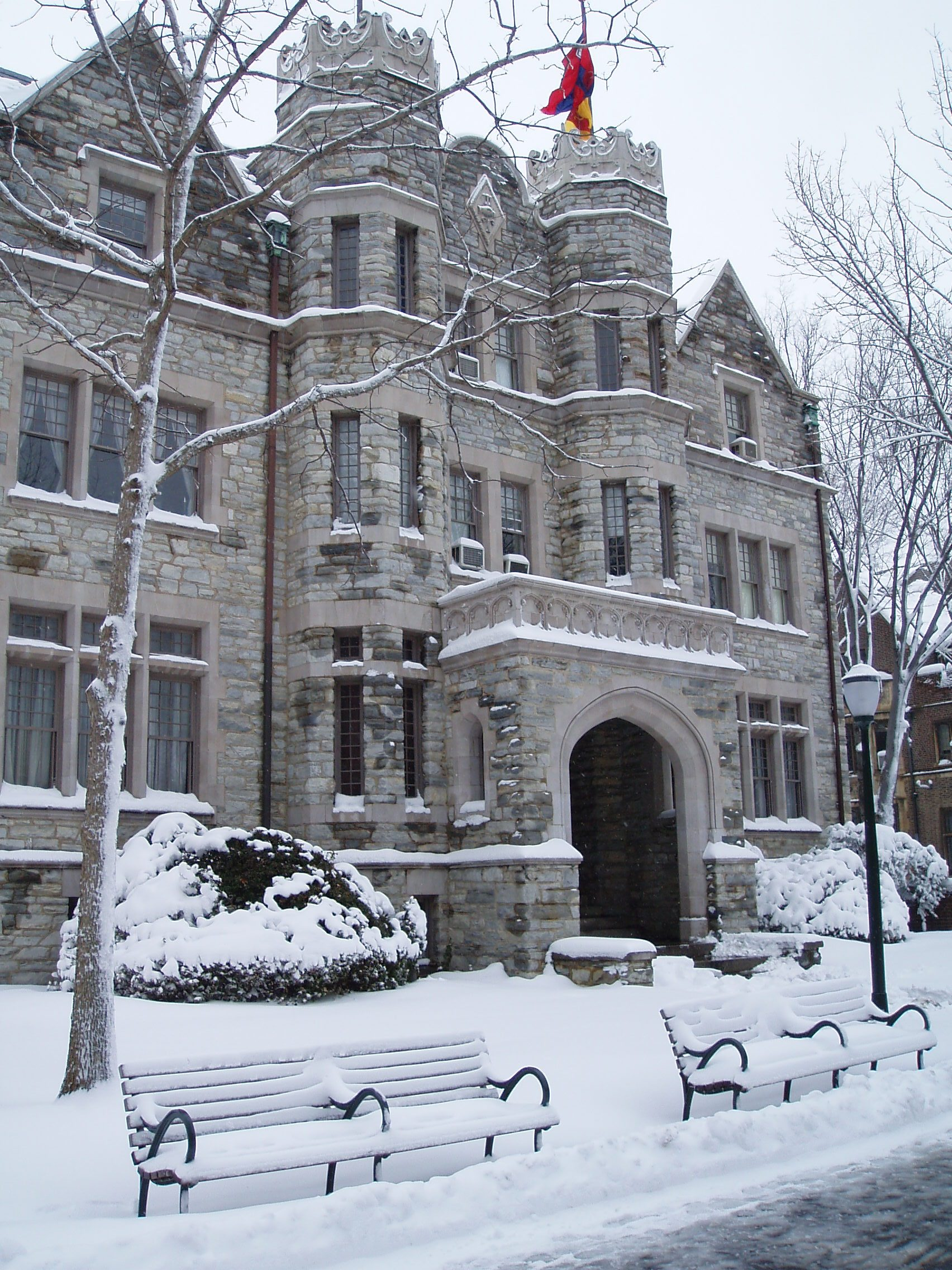
« Le Château » (fraternité Psi Upsilon ), Université de Pennsylvanie, Philadelphie, Pennsylvanie (1897-1899).
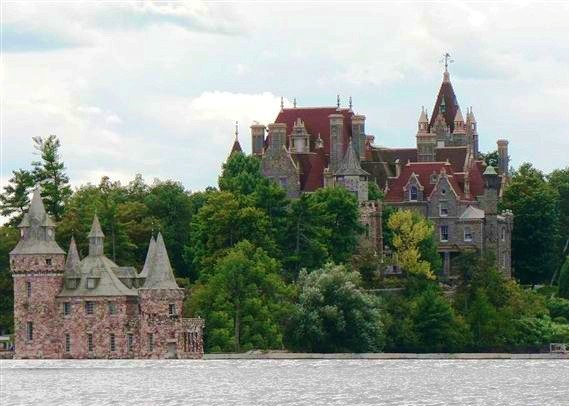
Château de Boldt, Heart Island, baie d'Alexandria, État de New York (1900-1904).
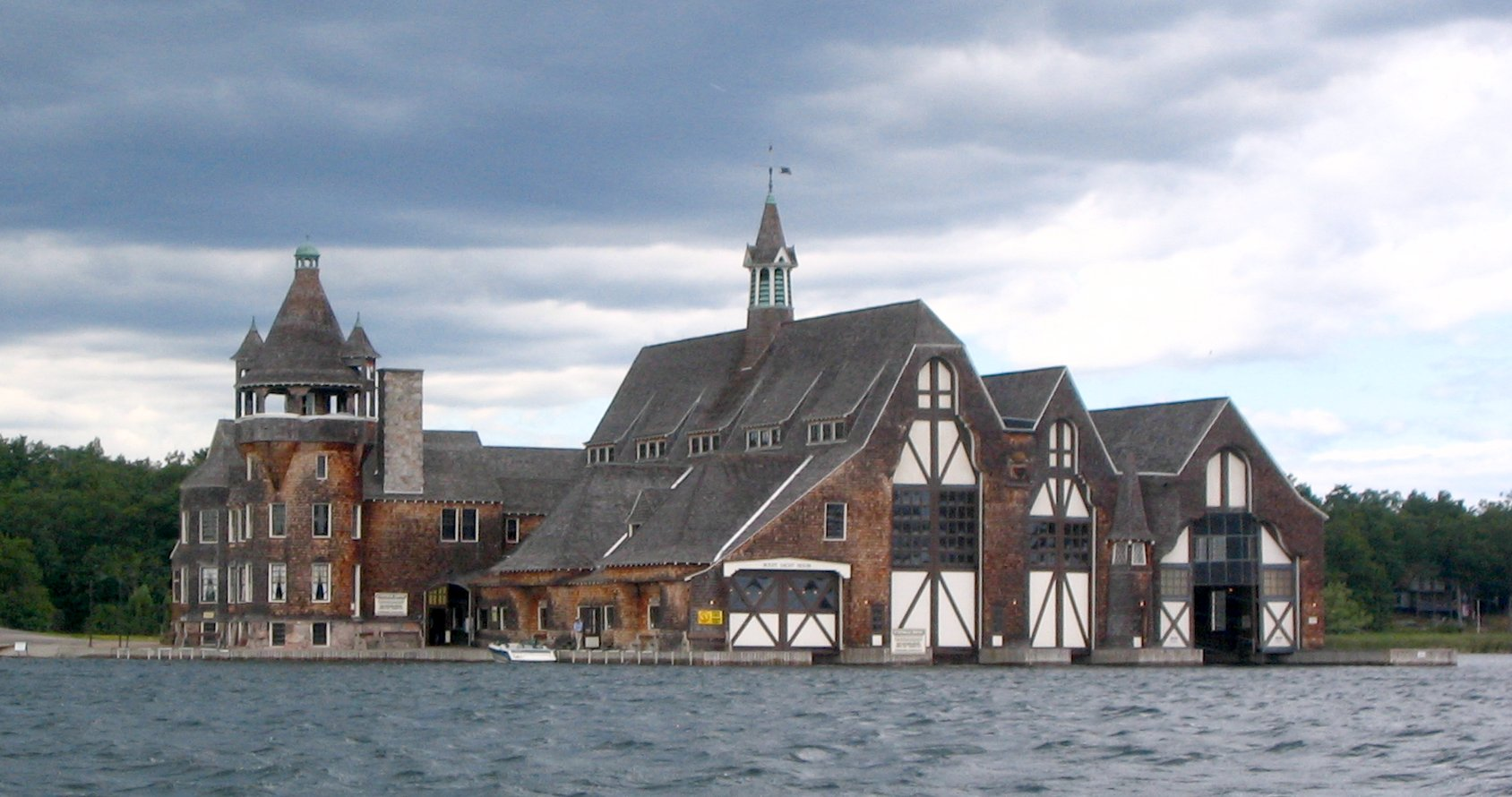
Yacht House de George C. Boldt, Heart Island, baie d'Alexandria, New York (1903).
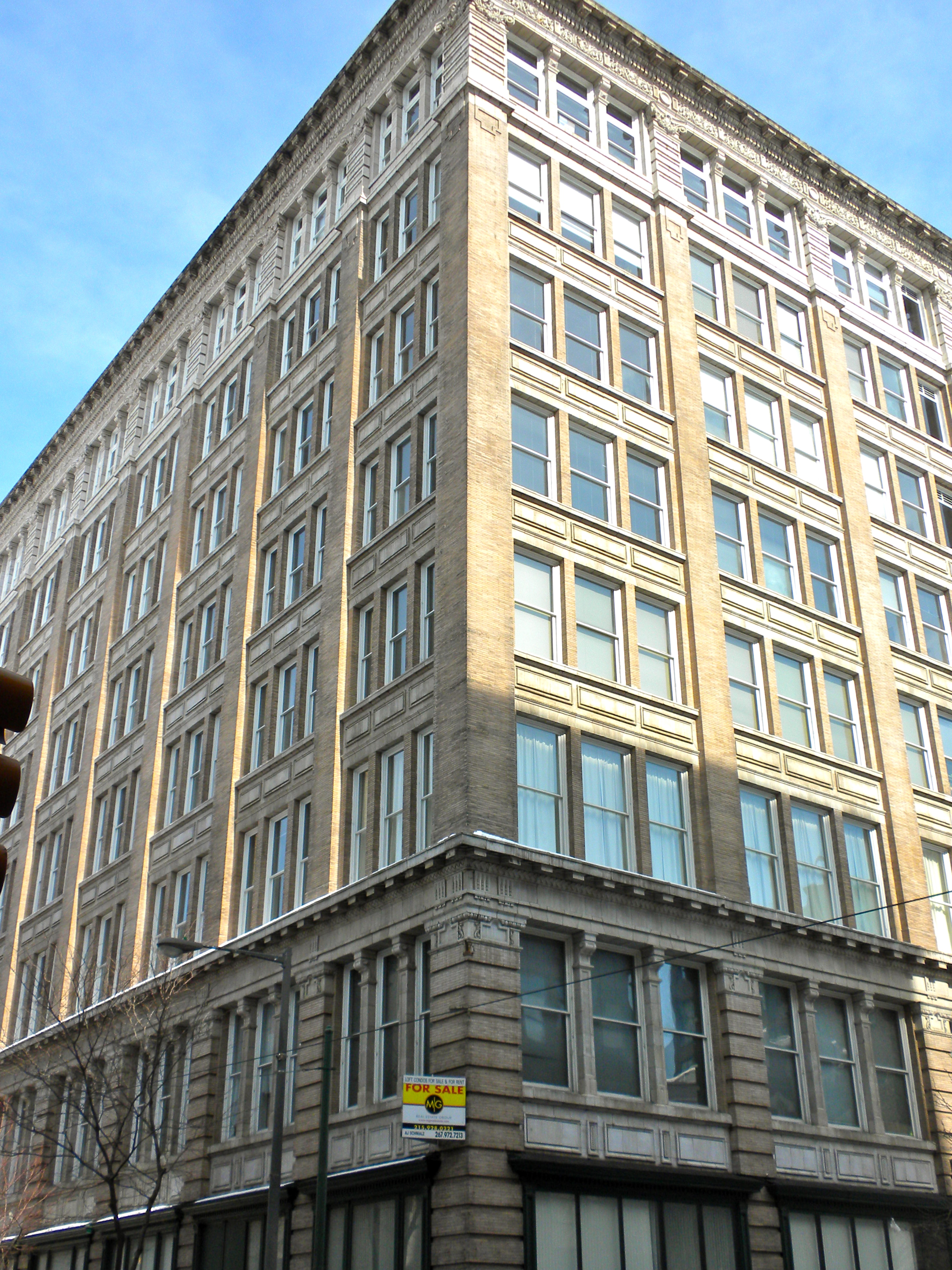
Bâtiment Pitcairn, 1027-31 Arch St., Philadelphie, Pennsylvanie (1901).
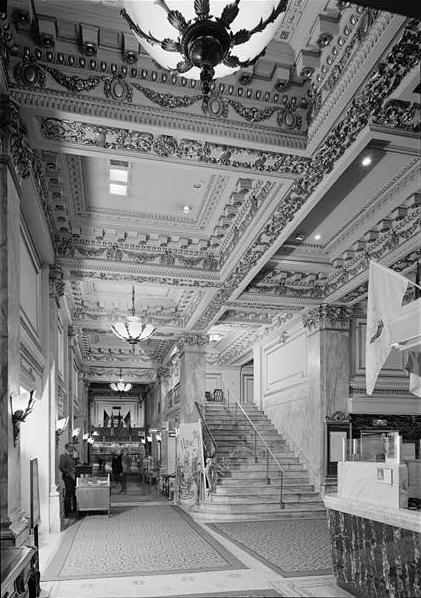
Hall de l'hôtel Bellevue-Stratford, Philadelphie, Pennsylvanie (1902-1904).